# Dura (langue)
Pour les articles homonymes, voir Dura.
Le dura est une langue tibéto-birmane anciennement parlée au Népal.

## Sources
- Kedar Bilash Nagila, « Aspects: evidences from Dura language », Nepalese Linguistics, vol. 23,‎ novembre 2008, p. 157-167 (lire en ligne)
- (en) Nicolas Schorer, The Dura language: grammar and phylogeny, Brill, 2016 (ISBN 978-90-04-32560-9 et 978-90-04-32640-8)